# Porto Novo (concelho)
Porto Novo – jedno z dwudziestu dwóch concelhos w Republice Zielonego Przylądka. Położone jest na wyspie Santo Antão. Concelho zajmuje ok. 2/3 części wyspy, mieszka w nim ok. 1/3 ludności wyspy. W Porto Novo znajdują się dwie parafie, São João Baptista i Santo André.

## Miejscowości
- Porto Novo
- Ribeira da Cruz
- Tarrafal de Monte Trigo

## Historia
Concelho Porto Novo zostało stworzone w 1971, kiedy concelho São Antão podzieliło się na trzy inne: Ribeira Grande, Paúl i właśnie Porto Novo.

## Demografia
| Populacja Porto Novo (1940—2010) | Populacja Porto Novo (1940—2010) | Populacja Porto Novo (1940—2010) | Populacja Porto Novo (1940—2010) | Populacja Porto Novo (1940—2010) | Populacja Porto Novo (1940—2010) | Populacja Porto Novo (1940—2010) | Populacja Porto Novo (1940—2010) |
| -------------------------------- | -------------------------------- | -------------------------------- | -------------------------------- | -------------------------------- | -------------------------------- | -------------------------------- | -------------------------------- |
| 1940                             | 1950                             | 1960                             | 1970                             | 1980                             | 1990                             | 2000                             | 2010                             |
| 10366                            | 7565                             | 10683                            | 13750                            | 13236                            | 14873                            | 17191                            | 18028                            |